# Бельгранодойч
Бельгранодойч (нем. Belgranodeutsch, Belgrano-Deutsch) — язык, образованный на основе смешения немецкого и испанского языков. Является родным для потомков немецких переселенцев в столице Аргентины Буэнос-Айресе. Название «бельгранодойч» язык получил благодаря району Бельграно, где в середине XX столетия проживала немецкоязычная диаспора — бо́льшая часть всех немецких эмигрантов Аргентины. В этом же районе находятся школы Песталоцци и Гёте. Язык существует на сегодняшний день, но имеет ограниченное хождение.
В целом язык подчиняется правилам немецкой морфологии, хотя имеет в своём словарном фонде множество корней испанского происхождения. Эти корни легко подстраиваются под словообразовательные модели немецкого языка, принимая немецкие аффиксы. В этом отношении бельгранодойч похож на денглиш или спанглиш. Примеры использования языка бельгранодойч в речи:
- Leihst du mir mal deine goma? В данном предложении употреблено слово goma, которое соответствует немецкому Radiergummi.
- Traducierst du das mal? То же, испанское traducir в немецком соответствует слову übersetzen.
- Ich afeitiere mich jetzt. В данном случае глагол afeitarse, который соответствует немецкому глаголу sich rasieren, употребляется согласно правилам склонения (возвратных) глаголов в немецком языке (1-е лицо, единственное число).